# Sarbanissa interposita
Sarbanissa interposita är en fjärilsart som beskrevs av George Francis Hampson 1910. Sarbanissa interposita ingår i släktet Sarbanissa och familjen nattflyn. Inga underarter finns listade.